# Ângela Ferreira
Ângela Ferreira (* 1958 in Maputo, Mosambik) ist eine portugiesisch-südafrikanische Künstlerin, die durch Skulpturen, Installationen und Videoarbeiten bekannt wurde. Sie lebt heute in Lissabon.

## Leben

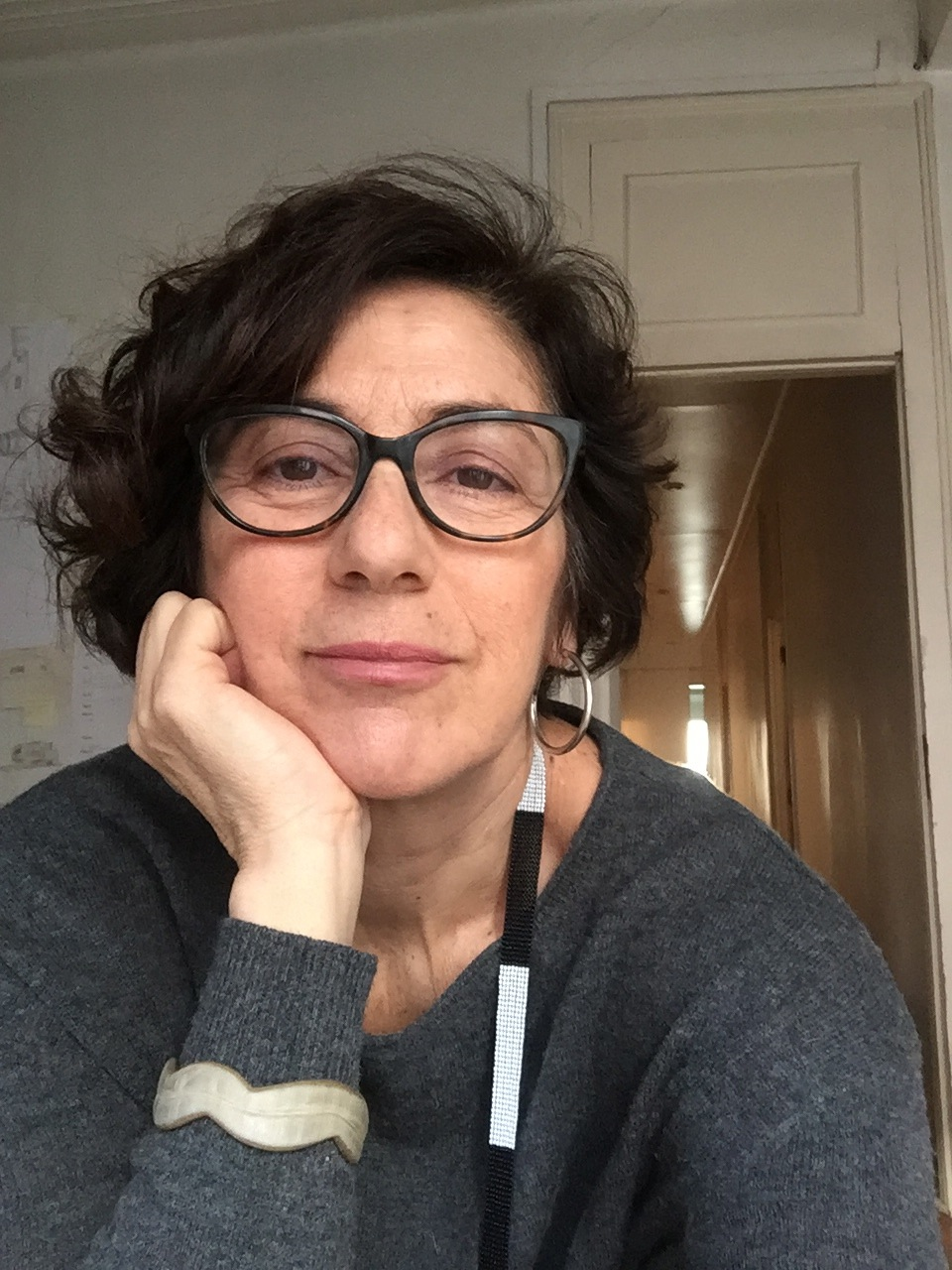
Ângela Ferreira (2018)

Ângela Ferreira wurde in der damaligen portugiesischen Überseeprovinz Mosambik geboren und wuchs in Südafrika auf, wo sie an der Universität Kapstadt Kunst studierte. Sie schloss das Studium 1985 mit dem Master ab, lehrte anschließend an verschiedenen südafrikanischen Kunsthochschulen, arbeitete zeitweise als Gulbenkian-Stipendiatin in Lissabon und zog 2003 endgültig dorthin, wo sie an der Fakultät für Bildende Künste der Universität Lissabon arbeitete. 2016 wurde sie promoviert.

## Werk

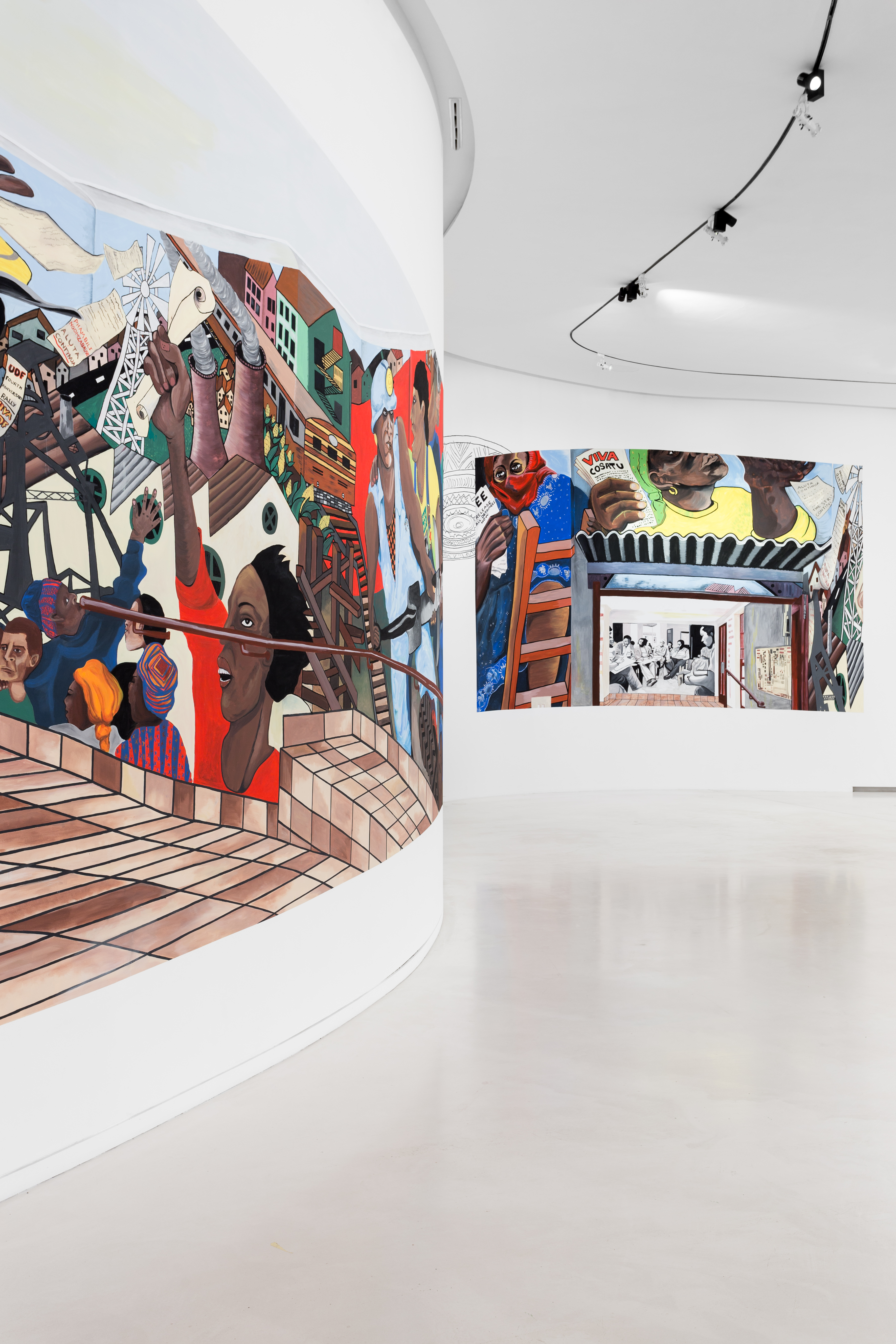
Ângela Ferreira: Pan African Unity. Detail eines Murals, Acrylfarbe. Museu de Arte, Arquitetura, Tecnologia (MAAT) Lissabon 2018

In ihrem vom Konstruktivismus und Minimalismus beeinflussten Werk setzt sie sich mit der kolonialen Vergangenheit Portugals und dem Postkolonialismus auseinander, wobei sie ihre doppelte afrikanisch-europäische Identität reflektiert. 1995 nahm sie an der Biennale in Caldas da Rainha teil und erhielt einen Preis in der Kategorie Skulptur. 1996/97 arbeitete sie in Texas an einer kollektiven Hommage für Donald Judd. In ihrer Videoinstallation Amnésia (1997) mit Möbeln aus der Kolonialzeit ironisierte sie die nostalgisch-sentimentale Verklärung der portugiesischen Konialepoche. Es folgten internationale Ausstellungen und die Teilnahme an den Biennalen in Istanbul (1999), Melbourne (1999), São Paulo (2008) und Bukarest (2010). 2007 repräsentierte sie Portugal auf der Biennale in Venedig mit einer Arbeit über tropische Wohnhausarchitektur des französischen Architekten Jean Prouvé. Die Ergebnisse ihrer Recherche über das Leben der Minenarbeiter im Kongo präsentierte sie in der Arbeit Entrer dans la mine bei der Biennale in Lubumbashi (2013), die an einen Entwurf des russischen Konstruktivisten Tatlins erinnert. Oft bilden Stahlrahmen wichtige Elemente ihrer Arbeiten.
Ferreiras skulpturale, akustische und videografische Hommagen beziehen sich sowohl auf die Geschichte Afrikas und auf seine koloniale und postkoloniale Architektur als auch auf Werke von Persönlichkeiten wie Peter Blum, Carlos Cardoso, Ingrid Jonker, Jimi Hendrix, Diego Rivera oder Miriam Makeba. 2023 werden ihre Werke in einer großen Überblicksschau zum ersten Mal in Deutschland bei den Ruhrfestspielen in einer Einzelausstellung an der Kunsthalle Recklinghausen ausgestellt.

## Einzelausstellungen (Auswahl)
- 2008: Hard Rain Show. Museu Coleção Berardo, Belém (Lissabon)[6]
- 2014: Indépendance Cha Cha. Galerie Lumiar Cité, Lissabon
- 2015: Monuments in Reverse. Centro para os Assuntos de Arte e Arquitectura, Guimarães[7]
- 2015: Ângela Ferreira – Revolutionary Traces. Stroom Den Haag Center for Visual Arts.[8]
- 2023: Kunstausstellung der Ruhrfestspiele in der Kunsthalle Recklinghausen

## Ehrungen
- 2003: Honorary research associate der Michaelis School of Fine Art, Universität Kapstadt
- 2015: Prémio Novo Banco Photo
- 2018: Honorary research fellow der Witwatersrand-Universität, Johannesburg